# Волошка (Коношский район)
Во́лошка — посёлок в Коношском муниципальном районе Архангельской области России, административный центр Волошского сельского поселения.

## География
Посёлок расположен на реке Волошка (приток Онеги), в 9 км к западу от железнодорожной станции Вандыш (на линии «Коноша — Архангельск»). Начальный пункт Дорской лесовозной узкоколейной железной дороги и конечный пункт ширококолейной железной дороги «Вандыш — Волошка».

## История
26 апреля 1941 года населённый пункт Волошка получил статус рабочего посёлка.
Решением Архангельского облисполкома от 9 февраля 1963 года рабочий посёлок Волошка упразднённого Коношского района вошёл в состав Няндомского промышленного района. Указом Президиума ВС РСФСР от 12 января 1965 года и решением Архангельского облисполкома от 18 января 1965 года Няндомский промышленный район был упразднён, рабочий посёлок Волошка вошёл в состав вновь образованного Коношского района.
До 2005 года Волошка — посёлок городского типа, а с 1 января 2005 статус посёлка был изменён на сельский с целью получения жителями дополнительных социальных льгот.

## Демография
| 1959 | 1970  | 1979  | 1989  | 2002  | 2010 | 2012 |
| ---- | ----- | ----- | ----- | ----- | ---- | ---- |
| 5320 | ↘3903 | ↘2968 | ↘2448 | ↘1624 | ↘902 | ↘851 |

## Экономика
В посёлке действовал лесопункт.

### Целлюлозный завод ОГУП «Волошский целлюлозный завод № 5»
Основное предприятие посёлка — Волошский целлюлозный завод — был запущен в 1939 году..
В 1938 году правительством РСФСР было принято решение о строительстве «особого завода № 5 ГУЛАГ НКВД» по производству целлюлозы специального назначения, используемой в оборонной промышленности.
Продукция завода — целлюлоза ЦА применяется в оборонной промышленности при изготовлении пороха). На заводе отсутствуют очистные сооружения, вследствие чего он является серьёзным загрязнителем реки Волошки. В связи с этим Росприроднадзором в 2005 было озвучено требование закрытия завода.
В 1988 г. Совмин СССР предписал перепрофилировать завод в связи со снижением спроса на его продукцию, а также большим физическим и моральным износом основных фондов. На промплощадке завода должно было начаться строительство цеха по производству древесно-стружечных плит с переработкой их в щитовые детали для мебельной промышленности. Было поставлено оборудование немецкой фирмы «Бизон-Верке» и строительные конструкции главного корпуса, выполнен нулевой цикл под здание. С 1992 года финансирование из федерального бюджета прекратилось, и строительство было законсервировано. Оборудование, пролежавшее 10 лет на складе открытого хранения, было продано в 2002 году профильному заводу в другой регион.